# 奥柿幸雄
奥柿 幸雄（おくがき さちお、1948年6月6日 - ）は、静岡県出身の元プロ野球選手。

## 来歴・人物
静岡商では1966年、3年生の時に一塁手、控え投手として夏の甲子園県予選決勝に進出。掛川西に5点をリードされるが、リリーフとして登板し終盤で逆転勝ち。甲子園では1回戦で金沢商に快勝。この試合では左打者ながら左翼へ大会第2号本塁打を放ち、その長打力を注目される。またリリーフとして甲子園初登板を果たした。しかし2回戦で、この大会に準優勝した松山商の西本明和投手に抑えられ1-5で敗退。
1966年第1次ドラフトでサンケイアトムズに1位で入団。高校時代から「王2世」と呼ばれており、背番号は読売ジャイアンツの王と同じ1番をもらった。サンケイでは一塁手の豊田泰光、小淵泰輔に衰えが見られ、その後継として大きく期待される。1年目から一軍入り、5月からクリーンナップとして4試合に起用された。翌1968年には26試合に先発出場、シーズン後半には五番打者に起用される。同年9月は2試合で四番に入るなど期待の大きさがうかがえるが、打撃面では伸び悩みが続く。1969年には一塁手にロバーツや途中入団のチャンスが入り、出場機会を増やすため外野手も兼ねる。
『プロ野球人名事典 2003』では、1970年のシーズン中に周囲の重圧に耐えきれず突然失踪し、そのままチームを解雇されてしまったとしている一方、『週刊ベースボール』1970年12月14日号（ベースボール・マガジン社）では、同年シーズンオフの11月３日に行われた秋季練習を欠席し、そのまま2・3日ほど姿を現さず、失踪事件として家族が警察に届け出をしかけたところ、姿を現して自ら引退を決めた経緯や、その後の本人の「早くプロの汚れ切った気持ちを整理して再起したい。地道なサラリーマンが向いているのかもしれないですね」という談話の記述がある。

## 詳細情報

### 年度別打撃成績
| 年 度     | 球 団                      | 試 合 | 打 席 | 打 数 | 得 点 | 安 打 | 二 塁 打 | 三 塁 打 | 本 塁 打 | 塁 打 | 打 点 | 盗 塁 | 盗 塁 死 | 犠 打 | 犠 飛 | 四 球 | 敬 遠 | 死 球 | 三 振 | 併 殺 打 | 打 率 | 出 塁 率 | 長 打 率 | O P S |
| --------- | -------------------------- | ----- | ----- | ----- | ----- | ----- | -------- | -------- | -------- | ----- | ----- | ----- | -------- | ----- | ----- | ----- | ----- | ----- | ----- | -------- | ----- | -------- | -------- | ----- |
| 1967      | サンケイ アトムズ ヤクルト | 41    | 52    | 48    | 3     | 8     | 0        | 0        | 1        | 11    | 3     | 0     | 0        | 0     | 1     | 3     | 0     | 0     | 11    | 2        | .167  | .212     | .229     | .441  |
| 1968      | サンケイ アトムズ ヤクルト | 66    | 139   | 127   | 10    | 26    | 3        | 0        | 1        | 32    | 5     | 1     | 2        | 4     | 0     | 7     | 0     | 1     | 28    | 1        | .205  | .252     | .252     | .504  |
| 1969      | サンケイ アトムズ ヤクルト | 69    | 101   | 94    | 2     | 17    | 2        | 0        | 1        | 22    | 7     | 0     | 1        | 0     | 1     | 5     | 0     | 1     | 32    | 3        | .181  | .228     | .234     | .462  |
| 1970      | サンケイ アトムズ ヤクルト | 46    | 51    | 49    | 1     | 4     | 0        | 1        | 0        | 6     | 0     | 1     | 0        | 0     | 0     | 1     | 0     | 1     | 14    | 3        | .082  | .118     | .122     | .240  |
| 通算：4年 | 通算：4年                  | 222   | 343   | 318   | 16    | 55    | 5        | 1        | 3        | 71    | 15    | 2     | 3        | 4     | 2     | 16    | 0     | 3     | 85    | 9        | .173  | .218     | .223     | .442  |

- サンケイ（サンケイアトムズ）は、1969年にアトムズに、1970年にヤクルト（ヤクルトアトムズ）に球団名を変更

### 背番号
- 1（1967年 - 1970年）